# Eugène Sue
Eugène Sue, vlastním jménem Marie-Joseph Sue (10. prosince 1804, Paříž – 3. srpna 1857, Annecy, dnes Horní Savojsko) byl francouzský novinář a prozaik období romantismu považovaný za „krále románů na pokračování“ (tzv. románů-fejetonů), v nichž dobová socialistická učení a ožehavé sociální problémy spojoval s dobrodružným a napínavým dějem.

## Život
Narodil se jako syn Jeana Josepha Suea, chirurga a vedoucího lékaře Napoleonovy císařské gardy. Vystudoval lékařství a působil jako vojenský a později námořní lékař. Zúčastnil se tažení Svaté aliance do Španělska v roce 1823, několikrát navštívil Ameriku a Západní Indii a roku 1827 byl účastníkem námořní bitvy u Navarina, kde spojená francouzská a anglická flotila rozdrtila turecké loďstvo. Roku 1829 vystoupil z vojenské služby a odebral se do Paříže, kde se věnoval studiu literatury a malířství (přispělo k tomu i to, že po smrti otce získal slušné dědictví). Roku 1830 uveřejnil po domluvách svých přátel námořní román Pirát Kernok (Kernock le pirate), jimž uvedl do francouzské literatury nový žánr, a po jeho úspěchu se začal plně věnovat literatuře.
Po napsání několika dalších děl z námořnického prostředí, které se záhy staly oblíbenou lidovou četbou, a po poznání sociálních problémů chudých vrstev společnosti, začal psát společenské romány s dobrodružným dějem, vyznačující se silným sociálním cítěním a pochopením pro problémy drobných hrdinů. Tato liberálně a socialisticky zabarvená díla vycházela na pokračování jako tzv. romány-fejetony v tehdy oblíbených denících La Presse, Le Journal des Débats a Le Constitutionnel a on v nich pranýřoval neřesti moderní civilizace, které podle jeho názoru zaviňovaly špatné společenské řády a zvrhlá, pokažená církev.

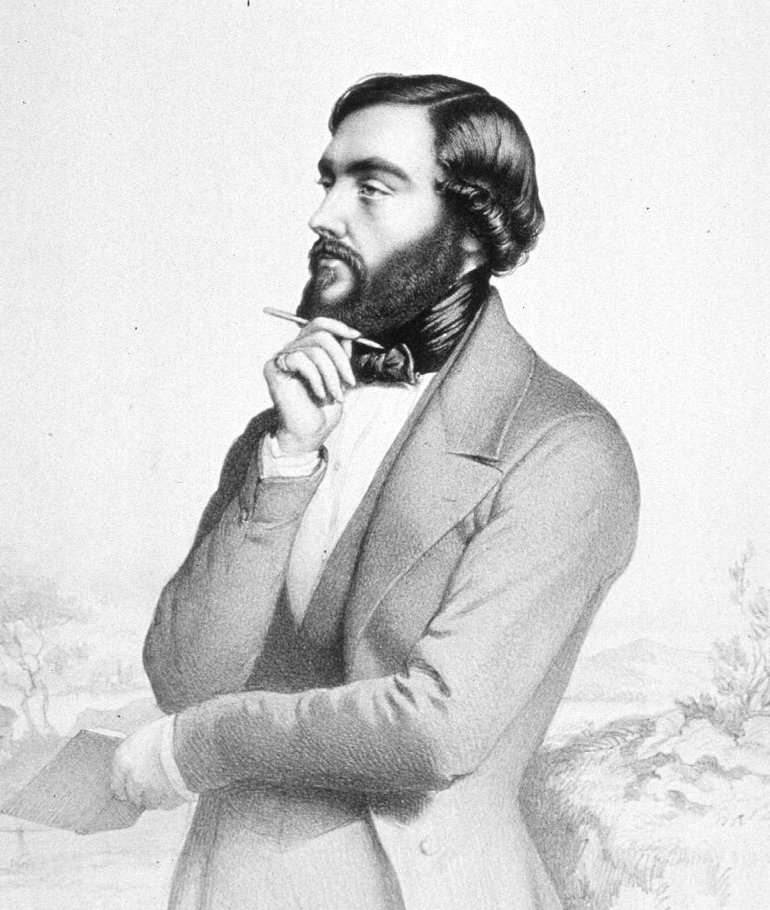
Joseph Marie Eugène Sue (1804–1857)

Roku 1848 byl zvolen do revolučních výborů a poté za departement Seine poslancem Národního shromáždění, v němž se připojil ke krajní levici. Po státním převratu roku 1851 byl vypovězen z Francie, odešel do Annecy v Savojsku, kde také ve věku 53 let zemřel. Jeho socha je jednou ze 146 soch umístěných na fasádě budovy Hôtel de ville de Paris.

## Dílo

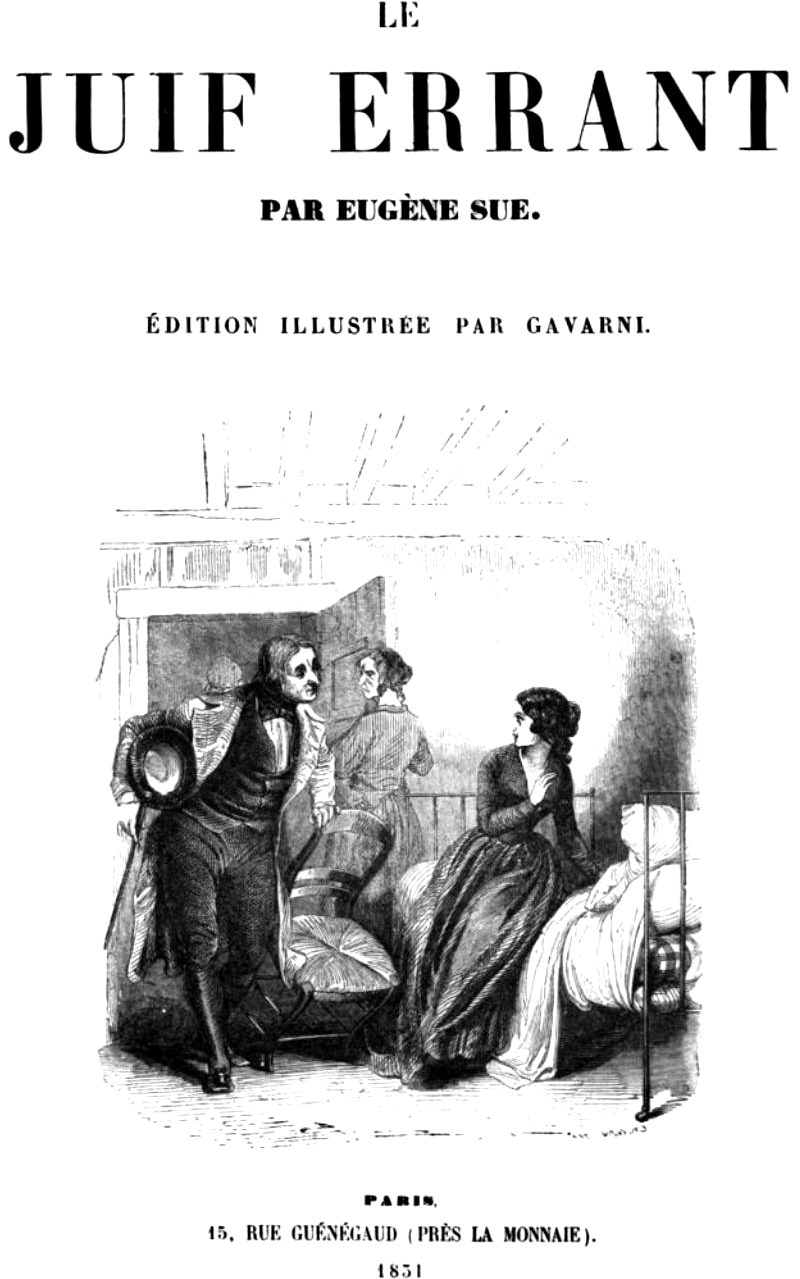
Le Juif errant (Věčný žid), vydání z roku 1851

Jeho romány byly obvykle psány rychle, mají nepropracovaný styl, povrchní psychologii a nepravděpodobné a vykonstruované dějové zápletky. Přesto byly pro svou silnou (ačkoliv jinak dosti povrchní) společenskou kritiku a díky poutavému a melodramatickému ději i soucitu s chudými a trpícími hltány statisíci čtenáři. Jeho knihy byly napodobovány i překládány a ovlivnily zejména Victora Huga při psaní románu Bídníci a také Émila Zolu v jeho raném tvůrčím období. Z jeho díla lze jmenovat:
- Kernock le pirate (1830, Pirát Kernok), námořní román
- Plik et Plok (1831, Plik a Plok), námořní román, který Sueovi získal přízvisko francouzský Cooper.
- Atar-Gull (1831), námořní román,
- Salamandre (1832, Salamandr), nejvýznamnější ze Sueových námořních románů, v jehož hrdinovi je znatelný ohlas Byronova Manfréda.
- La Coucaratcha (1832-1834), námořní román,
- La Vigie de Koat-Ven (1833, Hlídka v Koat-Ven), námořní román,
- Histoire de la marine française (1835-1837, Dějiny francouzského námořnictva), práce, která byla na dílo historické příliš románová a pro románové čtenáře příliš vážná.
- Lautréamont (1837), historický román z doby Ludvíka XIV.,
- Arthur (1838), román mravů z vyšší pařížské společnosti,
- Jean Cavalier, ou Les Fanatiques des Cevennes (1840, Jan Cavalier aneb fanatici z Cevennes), historický román o jednom z vůdců protestantského povstání tzv. camisardů na počátku 18. století v Cevennách v Languedoku.
- Histoire de la marine militaire chez tous les peuples (1841, Dějiny válečného námořnictva), historická práce, o níž platí to samé jako o autorových předešlých Dějinách francouzského námořnictva.
- Mathilde, ou les Mémoires d'une jeune femme (1841, Matylda aneb paměti mladé ženy), román-fejeton odehrávající se ve vyšší pařížské společnosti.
- Le Morne au diable (1842, Ďáblova skála), román-fejeton odehrávající se na ostrově Martinique (česky též jako Čertova hora)
- Les Mystères de Paris (1842-1843, Tajnosti pařížské), román-fejeton, vrcholné Sueovo dílo, které je vydáváno dodnes.
- Le Juif errant (1844-1845, Věčný žid), druhý nejznámější autorův román-fejeton vycházející z křesťanské legendy o Ahasverovi a vyznačující se ostrou antiklerikální tendencí. V Sueově podání Věčný žid bojuje proti sociálním nespravedlnostem a účtuje s katolicismem a mocí církve, je kladným hrdinou, ničemou je v románu jezuita. Román měl obrovský úspěch (magazín Le Constitutionel, který jej vydával, zvedl svůj náklad z 3 600 na 20 000 výtisků) a právě díky němu se pojem Věčný žid rozšířil mezi Evropany oné doby.
- Martin, l'enfant trouvé (1847, Martin nalezenec),
- Les Sept péchés capitaux (1847-1849, Sedmero hlavních hříchů), zde zpracoval v románově formě některé utopické myšlenky Charlese Fouriera.
- Les Mystères du peuple ou l'Histoire d'une famille de prolétaires à travers les âges (1849-1856, Tajemství lidu aneb historie jedné proletářské rodiny v různých dobách), román, obsahující téma spiknutí za účelem ovládnutí světa, byl roku 1857 zakázán pro své pobuřující tendence, byl využit jako základ pamfletu proti Napoleonovi III., a také je první z řady děl, které vedly k vytvoření Protokolů sionských mudrců.
- Les enfants de l'amour (1850, Děti lásky,)
- La bonne aventure (1851, Služčino dobrodružství),
- Fernand Duplessis, mémoires d'un mari (1852, Paměti manželovy),
- La Marquise Cornélia Alfi (1852, Markýza Kornélie Alfi),
- Le diable médecin (1855-1857, Ďáblův doktor),
- Les secrets de l'oreiller (1858, Tajemství podušky), posmrtně.

## Filmové adaptace
- Le Juif errant (1904, Věčný žid), Francie, režie Georges Méliès, němý film,
- Les Mystères de Paris (1909, Tajnosti pařížské), Francie, režie Victorin-Hippolyte Jasset, němý film,
- Les Mystères de Paris (1911, Tajnosti pařížské), Francie, režie Albert Capellani, němý film,
- Mathilde (1913, Matylda), Francie, režie Emile Chautard, němý film,
- Parigi misteriosa (1917, Tajnosti pařížské), Itálie, režie Gustavo Serena, němý film,
- La Lussuria (1919, Smyslnost), Itálie, režie Edoardo Bencivenga, němý film podle románu Sedmero hlavních hříchů,
- Martino il trovatello (1919, Martin nalezenec), Itálie, režie Alberto Capozzi a Ubaldo Maria Del Colle, němý film,
- The Mysteries of Paris (1920, Tajnosti pařížské), USA, režie Ed Cornell, němý film,
- Les Mystères de Paris (1922, Tajnosti pařížské), Francie, režie Charles Burguet, němý film,
- Secrets of Paris (1922, Tajnosti pařížské), USA, režie Kenneth S. Webb, němý film,
- Le Juif errant (1926, Věčný žid), Francie, režie Luitz-Morat, němý film,
- Les Mystères de Paris (1935, Tajnosti pařížské), Francie, režie Félix Gandéra,
- Les Mystères de Paris (1943, Tajnosti pařížské), Francie, režie Jacques de Baroncelli,
- L'Ebreo errante (1948, Věčný žid), Itálie, režie Goffredo Alessandrini,
- Les Mystères de Paris (1962, Tajnosti pařížské), Francie, režie André Hunebelle, v hlavní roli Jean Marais,
- Les Mystères de Paris (1980, Tajnosti pařížské), Francie, režie André Michel, televizní seriál.

## Česká vydání
- Děti lásky, K. Jeřábková, Praha 1850-1851, přeložil Karel Hradecký, dva svazky,
- Věčný žid, K. Jeřábková, Praha 1850-1851, přeložil Václav František Bambas, pět dílů, sešitové vydání,
- Prokování osudu, K. Jeřábková, Praha 1852, přeložil Václav Filípek, nepodařilo se zjistit název francouzského originálu,
- Tajnosti pařížské, H. Silber, Praha 1862, dva svazky,
- Salamandr, Jaroslav Pospíšil, Praha 1886, přeložil Gustav Herrmann,
- Věčný žid, K. Trachta, Praha 1874, dva svazky,
- Věčný žid, Alois Hynek, Praha 1915, přeložil Ervín Brenner, čtyři svazky,
- Čertova hora, Jaroslav Mareš, Plzeň 1924, přeložil Václav Patejdl,
- Proroctví osudu, Knihovna zlatého pera, Praha 1924, přeložil Karel Tuček, dva svazky,
- Tajnosti pařížské Borský a Šulc, Praha 1924-1925, přeložil F. Potměšil, sedm svazků,
- Věčný žid, F. Topič, Praha 1926, přeložila Emma Horká, čtyři díly,
- Paměti manželovy, F. Topič, Praha 1927, přeložila Ludmila Fastrová,
- Atar Gull, Vojtěch Šeba, Praha 1927, přeložila TM. Richtmannová,
- Tajnosti pařížské Henning Franzen, Praha 1929, přeložil Karel Čvančara,
- Tajnosti pařížské Šolc a Šimáček, Praha 1930-1931, přeložil S. T. Eifer, znovu Český deník, Plzeň 1935-1937, kniha vyšla v osmi dílech:
  - Kytička, 1930 a 1935,
  - Učitel a sova, 1930 a 1936,
  - Hrdlička a Rudolf, 1930 a 1936,
  - Vlčice a zpěvačka, 1930 a 1936,
  - Ostrov Rýžovníkův 1931 a 1936,
  - Strážce bezpečnosti 1931 a 1936,
  - Marie a Sára 1931 a 1937,
  - Princezna Amalie 1931 a 1937.
- Ďáblova skála, Práce, Praha 1958, přeložil Tomáš Korbař, znovu 1964
- Tajnosti pařížské, Odeon, Praha 1970, přeložila Věra Dvořáková, znovu Svoboda, Praha 1992, Levné knihy KMa, Praha 2004.